# 懷恩山 (伊利諾伊州)
懷恩山（英語：Wine Hill）是位於美國伊利諾伊州蘭道夫縣的一個非建制地區。該地的面積和人口皆未知。

## 地理
懷恩山的座標為37°56′56″N 89°40′28″W / 37.94889°N 89.67444°W，而該地的平均海拔高度為177米（即581英尺）。